# Long Island (Alaska)
Long Island è una delle isole dell'Arcipelago Alessandro, nell'Alaska sud-orientale (Stati Uniti d'America). Amministrativamente appartiene al Unorganized Borough (Census Area di Prince of Wales-Hyder) e si trova all'interno della Tongass National Forest.

## Geografia
L'isola si trova nella parte meridionale dell'arcipelago Alessandro (Alexander Archipelago) tra l'isola Principe di Galles (Prince of Wales Island) separata ad est dallo stretto di Kaigani (Kaigani Strait) e l'isola di Dall (Dall Island) separata ad ovest dalla baia di Cordova (Cordova Bay).

### Insenature e altre masse d'acqua
Intorno all'isola sono presenti le seguenti insenature marine:
Lato nord-orientale: stretto di Tlevak (Tlevak Strait). Lo stretto si collega a nord con lo stretto di Kaigani (Kaigani Strait), mentre a sud termina con l'ampia baia di Cordova (Cordova Bay):
- Baia di Cleva (Cleva Bay)[5] 54°55′44″N 132°46′19″W - La baia è lunga 1,6 chilometri e si trova all'estremo nord dell'isola.
- Baia di Dova (Dova Bay)[6] 54°55′13″N 132°43′42″W
- Baia di Elbow (Elbow Bay)[7] 54°54′17″N 132°39′37″W - La baia è lunga 2,4 chilometri. All'ingresso della baia sono presenti due piccole isole chiamate "Breeze".

Lato sud-orientale: baia di Cordova (Cordova Bay). La baia collega lo stretto di Tlevak (Tlevak Strait) con lo stretto di Dixon (Dixon Entrance):
- Baia di Natoma (Natoma Bay)[8] 54°51′44″N 132°38′07″W - La baia è lunga 2,4 chilometri. All'ingresso della baia sono presenti due piccole isole chiamate "Breeze".
- Baia di Natoma (Natoma Bay)[8] 54°51′44″N 132°38′07″W - La baia è lunga 2,4 chilometri. All'ingresso della baia sono presenti due piccole isole chiamate "Breeze".
- Baia di Coning (Coning Inlet)[9] 54°49′59″N 132°39′02″W - La baia è lunga 5,6 chilometri. All'interno e a sud della baia si trova la piccola baia di Nina (Nina Cove).

Lato occidentale: stretto di Kaigani (Kaigani Strait). Lo stretto si collega a nord con lo stretto di Tlevak (Tlevak Strait), mentre a sud termina con lo stretto di Dixon (Dixon Entrance):
- Baia di Shoe (Shoe Inlet)[10] 54°55′11″N 132°48′13″W - La baia si trova di fronte ad un gruppo di isole la maggiore delle quali si chiama Grand Island. All'interno della baia si trova la baia di Touchit (Touchit Cove).
- Baia di Mission (Mission Cove)[11] 54°52′23″N 132°48′07″W - La baia si trova di fronte alle isole Channel (Channel Islands) e segna l'inizio settentrionale degli stretti di Howkan (Howkan Narrows). La baia è anche sede del villaggio (non abitato permanentemente) di Howkan.
- Baia di Bolles (Bolles Inlet)[12] 54°50′58″N 132°44′46″W

### Promontori
Sull'isola sono presenti alcuni promontori:
- Promontorio di Natoma (Natoma Point) 55°52′26″N 132°37′30″W - Il promontorio, con una elevazione di 6 m s.l.m., si trova all'entrata settentrionale della baia di Natoma (Natoma Bay).
- Promontorio di Coning (Coning Point) 55°50′31″N 132°38′08″W - Il promontorio divide la baia di Natoma (Natoma Bay) dalla baia di Coning (Coning Inlet).
- Promontorio di Kaigani (Kaigani Point) 54°45′18″N 132°39′12″W - Il promontorio individua la parte più meridionale dell'isola.

### Laghi
Sull'isola è presente un solo lago notevole (le misure possono essere indicative - la seconda dimensione in genere è presa ortogonalmente alla prima nel suo punto mediano):
- Lago di Seclusion (Lake Seclusion)[13] 54°50′00″N 132°43′27″W - Il lago ha una elevazione di 13 m s.l.m. (le dimensioni approssimate sono: 1,7 x 0,22 chilometri)

## Località e storia
Attualmente sull'isola non è presente nessuna località di rilievo. Nel censimento del 2000 risultava disabitata. Nel 1990 risiedevano 198 abitanti. In passato l'isola ospitava alcuni villaggi del popolo Haida (villaggi di Howkan 54°52′17″N 132°37′30″W e Koianglas 54°48′54″N 132°42′15″W). Durante il XIX secolo i vari insediamenti potevano contenere fino a 300 - 500 residenti. L'isola all'inizio del XIX secolo era conosciuta dai commercianti di pellicce marittime che frequentavano lo stretto di Kaigani sul lato ovest di Long Island, in particolare la baia di American (American Bay).
Il nome dell'isola deriva da una traslazione del nome "Ostrov Dolgoy", dato dai russi. (Etimologia pubblicata nel 1865 su British Admiralty - Grafico 2431).